# Alexandr Braico
Alexandr Braico (n. 5 martie 1988, RSS Moldovenească, URSS) este un fost ciclist moldovean. A fost campion al Republicii Moldova în 2013.

## Rezultate majore
2007
- Al 3-lea loc în Campionatul Moldovei de ciclism (șosea)

2009
- Al 2-lea loc în Campionatul Moldovei de ciclism (șosea)

2010
- Al 2-lea loc în Campionatul Moldovei de ciclism (șosea)

2012
- Al 3-lea loc în Campionatul Moldovei de ciclism (șosea)

2013
- Al 2-lea loc în Campionatul Moldovei de ciclism (șosea)
- Al 2-lea loc în Campionatul Moldovei de ciclism (drum de țară)

2014
- Al 2-lea loc în Campionatul Moldovei de ciclism (șosea)